# Seznam bosansko-hercegovskih košarkarjev
Seznam bosansko-hercegovskih košarkarjev.

## A
- Draško Albijanić
- (Teoman Alibegović)

## B
- Kenan Bajramović
- Edin Bavčić
- Adis Bećiragić
- (Mirza Begić)
- Nedim Buza

## Ć
- (Aleksandar Ćapin)

## D
- Dražen Dalipagić
- Predrag Danilović
- Mirza Delibašić

## Đ
- Nihad Đedović

## F
- Gordan Firić

## G
- Nemanja Gordić

## H
- Miralem Halilović
- Jasmin Hukić

## J
- Ermin Jazvin
- Dejan Jeftić
- (Marko Jošilo)
- Ivica Jurković

## K
- Elmedin Kikanović

## L
- Samir Lerić

## M
- Nenad Marković
- Milan Milošević
- Damir Mršić

## N
- Jusuf Nurkić

## O
- (Alen Omić)
- Elvir Ovčina

## P
- Muhamed Pašalić
- Dalibor Peršić

## S
- Andrija Stipanović

## Š
- Marko Šutalo

## T
- Bogdan Tanjević - trener črnogorskega rodu
- Mirza Teletović

## V
- Adin Vrabac